# اندری لیپووز
اندری لیپووز (اوکراینی: Андрій Романович Ліповуз؛ زادهٔ ۲۹ ژانویهٔ ۱۹۹۸) بازیکن فوتبال اهل اوکراین است.